# コンラッド・ヒューバート
コンラッド・ヒューバート（Conrad Herbert、1856年4月15日 - 1928年3月14日）は、電気懐中電灯の発明で知られるアメリカの発明家。彼はベラルーシのユダヤ人の両親の息子で、家族の祖先と同様に蒸留酒製造業者とワイン生産者でもある。 

## 経歴
ヒューバートは少年の頃ヘブライ語学校に通っていた。 1868年、13歳のときに、ヒューバートは酒の蒸留を研究するためにベルリンに行った。この専門学校に6年間在籍し、 1874年にミンスクに戻り、父親の助手になった。その15年間で、彼らはロシア中のさまざまな都市に製品を供給した。ヒューバートは優秀なビジネスマンとしての評判を築いた。 
しかし、ロシアによるユダヤ人への迫害を受け、35歳の時に1890年にアメリカに移住することを決め、商業用の全ての資産を売却した。しかし、アメリカへ渡る為ににかろうじて足りる程度の資金しかなかった。その後蒸気船で1891年にエリス島に到着した。その後、名前をコンラッド・ヒューバートに改名した。
移住後、ロシアで一般的な蒸留所事業を再開することができず、彼はニューヨーク市で葉巻店を始めた。その後6〜8年間の間、レストラン、下宿、宝石店、農場、ミルクワゴンルート、ノベルティショップなどの様々なビジネスを試した。彼は最終的にバッテリーで有名なエナジャイザーを設立した。

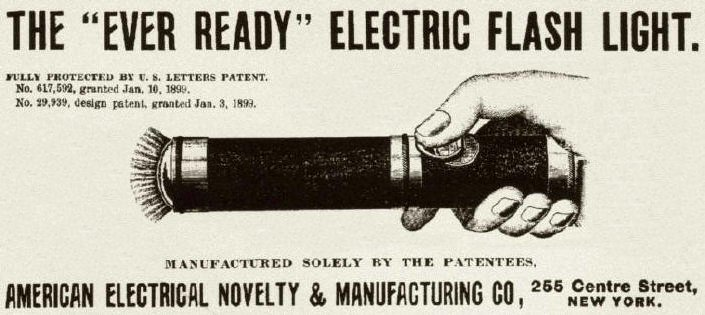
1899年の広告

その後ヒューバートは、1890年代後半に天然ガスを使い機器を照明するための電気機器に興味を持った。 その後、懐中電灯に似た「電気機器」が付属している機器の特許をデヴィッド・ミゼル（第617,592号）から取得した。しかし当初は光が弱く短時間しか光らなかったためフラッシュの光源としてのみ使用されており、人気はなかった。1903年頃からヒューバートとミゼルは協力し改良を続け、その後ニューヨーク市警察に懐中電灯を配布し、懐中電灯はアメリカで高い人気を得ることに成功した。